# Ludwigsburger Kreiszeitung
Le Ludwigsburger Kreiszeitung est un journal quotidien régional allemand publié à Louisbourg, dans le Land de Bade-Wurtemberg.

## Histoire
Le Ludwigsburger Kreiszeitung a pour prédécesseur le Ludwigsburger Wochenblatt, publié pour la première fois le 1er juillet 1818, à l'initiative de Christoph Friedrich Nast (1769–1845), relieur, éditeur, antiquaire et libraire au Asperger Strasse 3 (aujourd'hui le magasin de mode Oberpaur), qui deviendra plus tard la librairie Aigner. À peine un an plus tard, le journal est rebaptisé Intelligenzblatt für den Neckar-Kreis und Ludwigsburger Wochenblatt. À peine dix ans plus tard, le journal est publié trois fois par semaine et a un tirage de 500 exemplaires. Pour la troisième fois dans l'histoire de l'entreprise, le journal est rebaptisé Ludwigsburger Wochenblatt en 1843. La demande de publier également des articles politiques est rejetée par l'autorité de censure de la presse, un ministère royal. En 1846, le nom est changé en Ludwigsburger Tagblatt et depuis lors, il apparaît quotidiennement.
Les nouvelles politiques sont publiées pour la première fois avec l'accord du roi. Au début, elles sont publiées quotidiennement, puis seulement trois fois par semaine en raison des fortes cautions versées pour les informations politiques. Le reste du journal devient la publication Der Hausfreund (jusqu'en 1863). Nast vend les droits d'édition à Ferdinand Riehm. Les droits d'édition de Riehm sont transférés à Heinrich Theurer en 1862. Il déménage au Körnerstraße 16. En 1872, Heinrich Ungeheuer et Louis Greiner acquièrent les droits d'édition, l'imprimerie et la maison d'édition du Ludwigsburger Tagblatt.
Après la mort de Louis Greiner, Heinrich Ungeheuer fonde l'imprimerie et la maison d'édition Ungeheuer & Ulmer avec son gendre Moritz Ulmer. Le journal est rebaptisé Ludwigsburger Zeitung pour la cinquième fois. En 1896, il obtient le sous-titre extraordinaire Königliche Hofbuchdruckerei. Neuf ans après le prix, la première machine d'impression rotative est installée. La population de Louisbourg passe de 15 000 en 1900 à 25 000 à 1919, le tirage augmente de 10 000 exemplaires.
En raison du "manque de fiabilité politique", les 51% restants sont expropriés par les nazis en 1939. Après la fin de la Seconde Guerre mondiale, le journal apparaît irrégulièrement en tant que gazette officielle dans diverses constructions juridiques jusqu'en 1949. Le journal réapparaît cette année-là et est rebaptisé Ludwigsburger Kreiszeitung. En 1951, la deuxième et en 1964 la troisième machine d'impression rotative sont achetées. En 1978, la "composition légère" est introduite, ce qui signifie la fin de la composition au plomb chaud. Le supplément télévisé gratuit IWZ est disponible depuis 1984. La quatrième machine d'impression rotative est achetée en 1995. Pour la première fois dans l'histoire de l'entreprise, le journal apparaît en couleur et est converti en une nouvelle mise en page. Les éditions régionales avec différentes pages locales sont introduites en 1999. La nouvelle disposition est ajustée en 2006. Le site Web www.lkz.de est révisé en 2007. Le journal est également disponible sous forme d'e-papier numérique depuis 2012. En 2012, la mise en page est de nouveau ajustée comme un "lifting" dans un design moderne. En 2016, une édition prolongée du samedi est introduite.

## Diffusion
Le Ludwigsburger Kreiszeitung est publié en version imprimée et sous forme de journal électronique en cinq éditions pour la ville de Louisbourg, Strohgäu, Neckartal, Marbach et Bottwartal ainsi que l'édition régionale Neckar- und Enzbote à Besigheim.
40 collaborateurs travaillent à la rédaction. Les rapports se concentrent sur les questions régionales. Une référence locale est également souvent choisie pour les rapports nationaux.
Le journal touche environ 130 000 lecteurs, ce qui en fait le plus grand quotidien de l'arrondissement de Louisbourg. Environ 45 % des ménages de la région de Louisbourg sont abonnés à LKZ. Le quotidien est en concurrence avec dix autres journaux, ce qui correspond à la densité de presse la plus élevée d'Allemagne. Le LKZ est le seul journal qui crée lui-même sa couverture.